# Немирівське городище (пам'ятка природи)
Немирівське городище — комплексна пам'ятка природи місцевого значення. Розташована на території Великобушинської, Рачківської, Зарудинецької сільських рад Немирівського району між селами Сажки, Селевинці, Березівка та Озеро. Оголошена відповідно до рішення 27 сесії Вінницької обласної ради 5 скликання від 10.12.2009 р. № 903.
За фізико-географічним районуванням України (1968), територія комплексної пам'ятки природи належить до Центрального району Північної лісостепової області Придніпровсько-Приазовської височини.
За геоботанічним районуванням України (1968) територія належить до Вінницько-Немирівського підрайону геоботанічного округу дубово-соснових лісів Північної підпровінції Правобережної провінції Європейської широколистяної області.
Для цієї території характерні хвилясті лесові рівнини з фрагментами дубово-грабовими лісами на переважно світло-сірих опідзолених ґрунтах, тобто з геоморфологічної точки зору описувана територія являє собою Вінницьку хвилясту рівнину.
Геологічно територія належить до фундаменту Українського кристалічного щита, що представлений ранньопротерозойською складчастістю: гранітів та гнейсів та областю архейської складчастості. Осадові відклади, що перекривають кристалічний фундамент, приурочені до неогенової системи і складені сіро-зеленими місцями жовтими глинами.
У трав'яному покриві дубово-соснових лісів, зустрічаються кущі шипшини — цінної лікарської рослини. Квітує територія і своїм різнотрав'ям: мишій сизий, стоколос, житняк гребінчастий,  вівсюг звичайний, деревій дрібноквітковий, суданська трава та ін. Місце потребує охорони і збереження, різноманітності видів рослинних угруповань. Тут росте мати-й-мачуха — лікарська рослина, сизий полин, волошка польова, ромашка біла. На схилах розрісся барвінок малий, зустрічається зозулинець плямистий, який занесений до Червоної книги України.
За критерієм збереженості рослинного покриву, рівнем флористичного різноманіття, типовістю для регіону, дана територія має велике наукове значення, високий рекреаційний та історико-культурний потенціал. На цій території також знаходиться археологічна пам'ятка Немирівське городище.

## Галерея

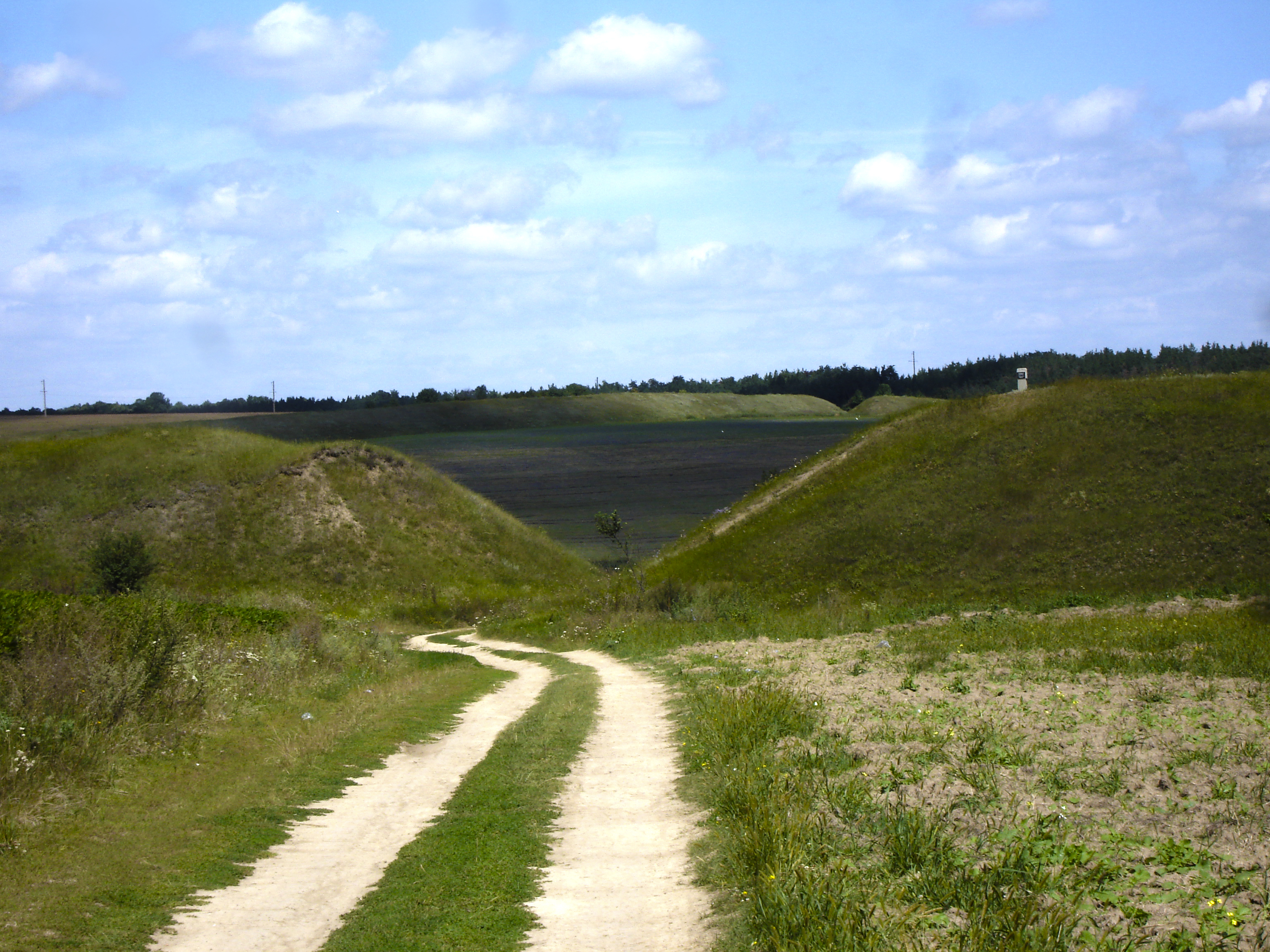
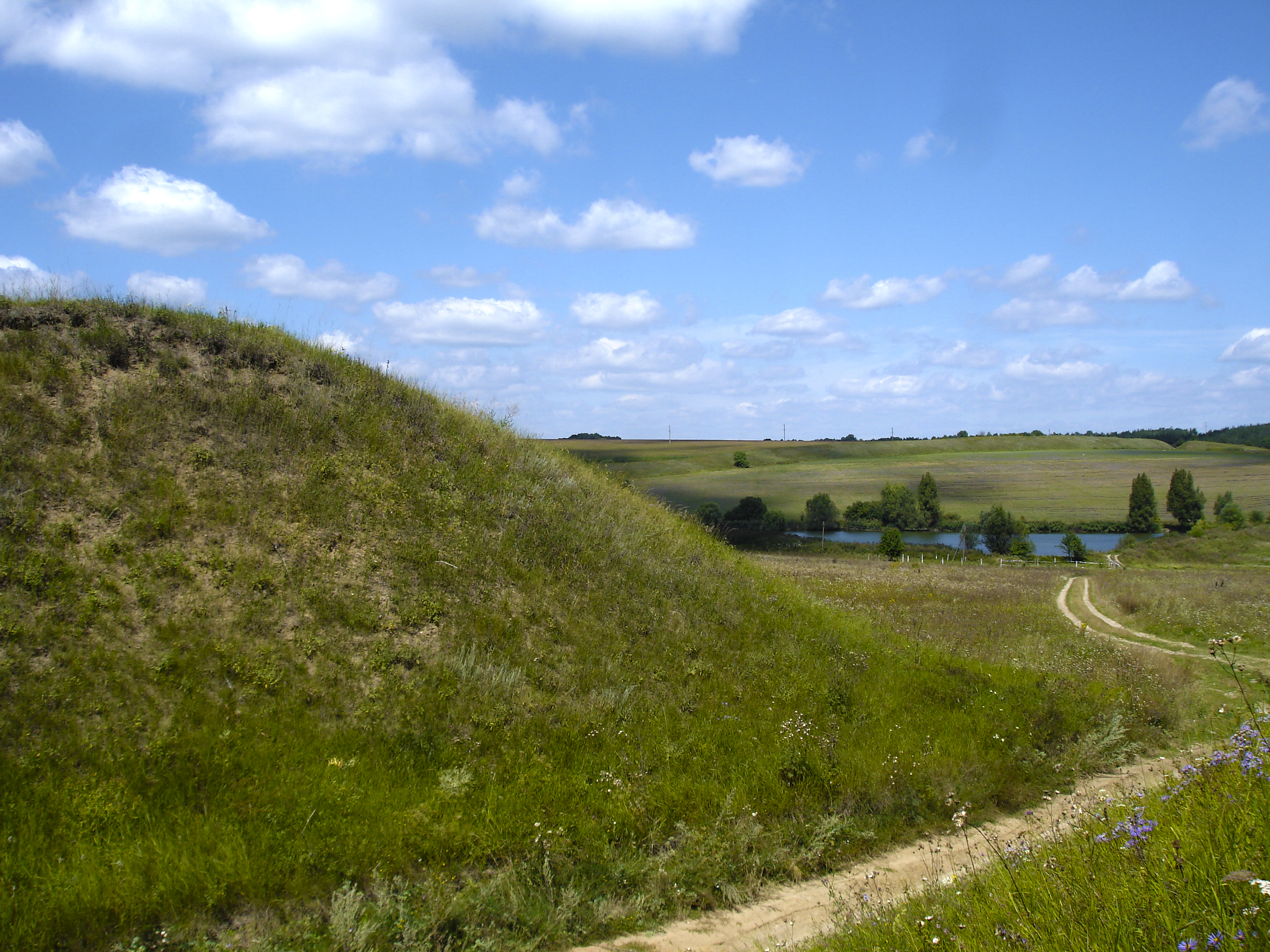
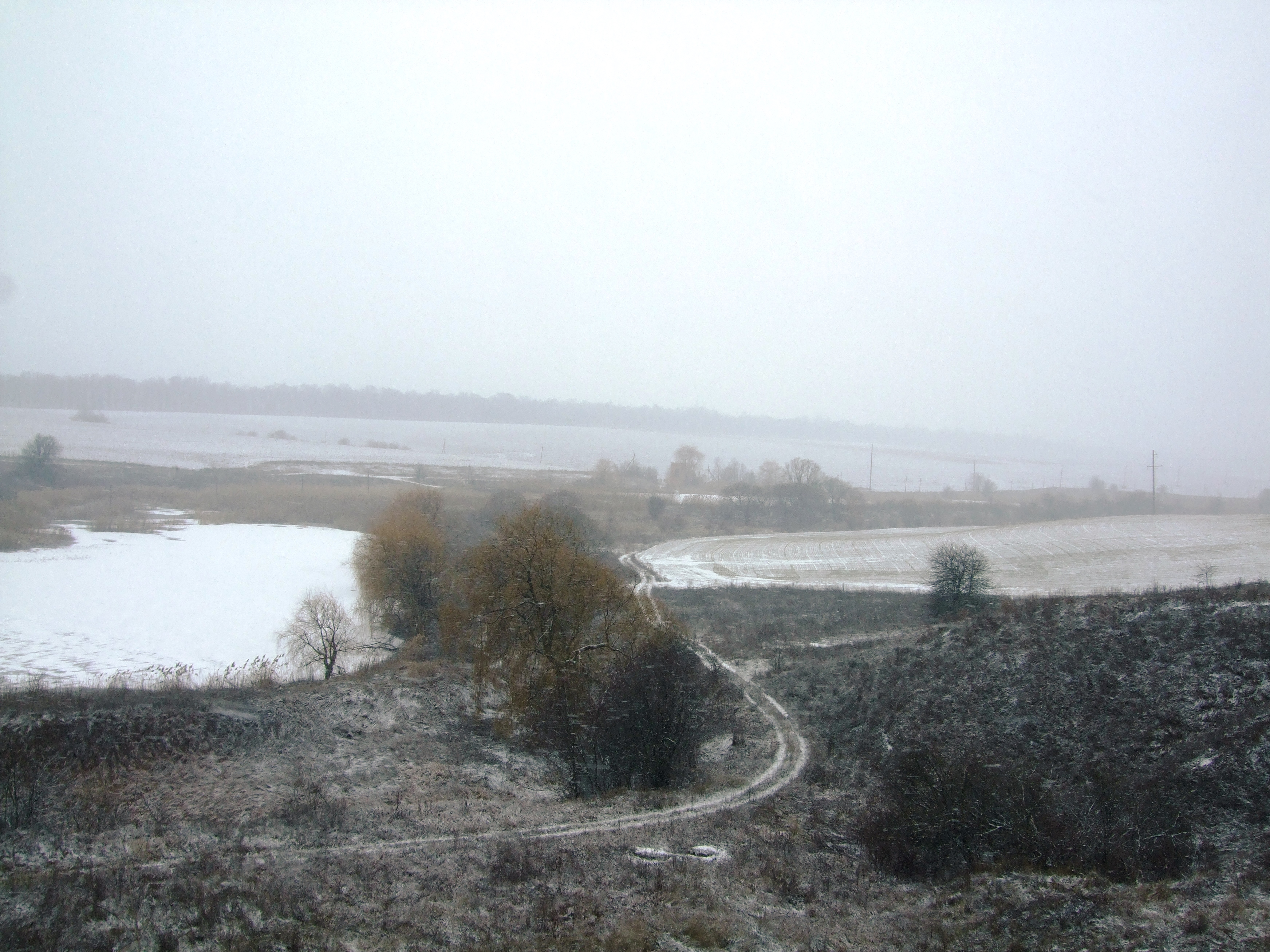
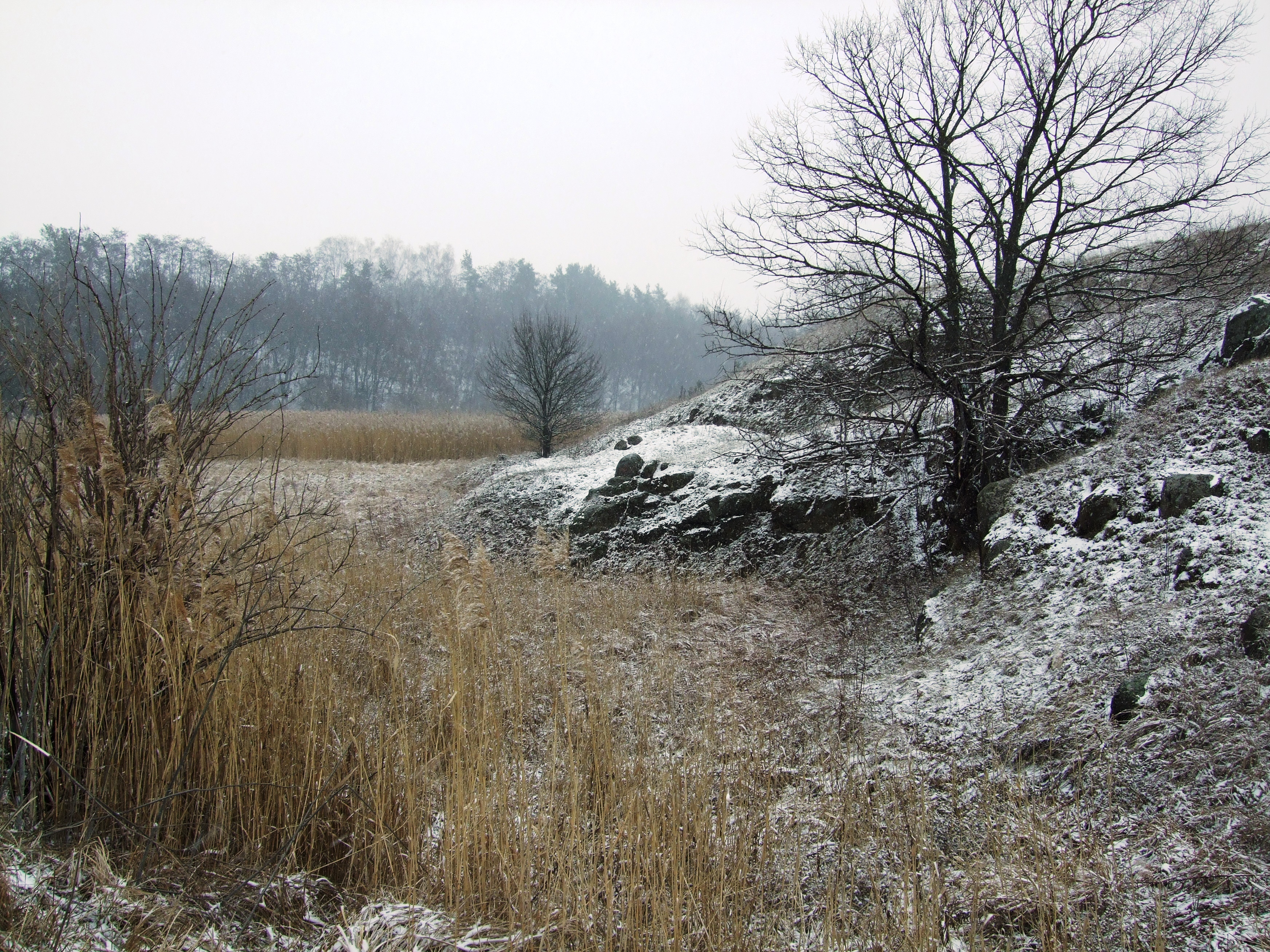